# 윤정우
윤정우(尹晶右, 1988년 5월 12일 ~ )는 전 KBO 리그 SK 와이번스의 외야수, 내야수, 지명타자이자, 현재 덕장중학교의 체육교사이다.

## 선수 시절

### KIA 타이거즈시절
2011년 한국프로야구 신인 드래프트에서 3라운드로 24순위로 지명됐다.

### LG 트윈스시절
2011년 11월 22일에 2차 드래프트를 통해 이적하였다.

### 상무 야구단시절
2012년 시즌 후에 입단하였다.

### LG 트윈스복귀
2014년에 복귀하였다.

### KIA 타이거즈복귀
팀의 외야 자원 부족으로 인해 2016년 KBO 리그 2차 드래프트를 통해 복귀했다.

### SK 와이번스시절
2017년 4월 7일 당시 KIA 타이거즈 소속이었던 그와 노수광, 이홍구, 이성우, SK 와이번스 소속이었던 이명기, 최정민, 노관현, 김민식의 4:4 트레이드를 통해 이적하였다. 2019년 11월 23일에 방출됐다.

## 야구선수 은퇴 후
SK 와이번스에서 방출되어 은퇴한 후에는 교육계에서 몸담고 있다. 2021년 중등교원임용경쟁시험에 최종 합격했으며, 2023년 3월부터 갈뫼중학교를 시작으로 체육교사로 근무 중이다.

## 출신 학교
- 광주학강초등학교
- 광주동성중학교
- 광주제일고등학교
- 원광대학교 체육교육학 학사

## 통산 기록
| 연도 | 팀    | 타율  | 경기 | 타수 | 득점 | 안타 | 2루타 | 3루타 | 홈런 | 루타 | 타점 | 도루 | 도실 | 볼넷 | 사구 | 삼진 | 병살 | 실책 |
| ---- | ----- | ----- | ---- | ---- | ---- | ---- | ----- | ----- | ---- | ---- | ---- | ---- | ---- | ---- | ---- | ---- | ---- | ---- |
| 2011 | KIA   | 0.063 | 29   | 16   | 4    | 1    | 1     | 0     | 0    | 2    | 0    | 3    | 0    | 1    | 0    | 9    | 0    | 0    |
| 2012 | LG    | 0.095 | 29   | 21   | 4    | 2    | 0     | 0     | 0    | 2    | 0    | 4    | 1    | 0    | 0    | 7    | 1    | 0    |
| 2016 | KIA   | 0.299 | 46   | 67   | 20   | 20   | 5     | 0     | 2    | 31   | 13   | 6    | 1    | 5    | 7    | 15   | 2    | 1    |
| 2018 | SK    | 0.250 | 22   | 40   | 6    | 10   | 2     | 0     | 1    | 15   | 2    | 2    | 1    | 2    | 1    | 7    | 4    | 1    |
| 통산 | 4시즌 | 0.229 | 126  | 144  | 34   | 33   | 8     | 0     | 3    | 50   | 15   | 15   | 3    | 8    | 8    | 38   | 7    | 2    |